# مديرية الصومعة

تعديل مصدري - تعديل

مديرية الصومعة هي إحدى مديريات محافظة البيضاء في اليمن.  بلغ عدد سكانها 44873 نسمة عام 2004.